# Коркунов Микола Михайлович
Коркунов Микола Михайлович (14 [26] Квітня 1853 Санкт-Петербург — 27 листопада [10 грудня] 1904, станиця Удільна, нині Ленінградська область) — російський вчений-юрист, філософ права. Професор, спеціаліст з державного і міжнародного права. Викладав у Санкт-Петербурзькому університеті, Військово-юридичній академії та інших навчальних закладах. Розробляв соціологічний напрям в юриспруденції.

## Біографія
Народився 14 (26) березня 1853 в сім'ї Михайла Андрійовича Коркунова (1806–1858), відомого російського історика і археолога, академіка Санкт-Петербурзької Імператорської академії наук. Сестра Марія — автор книг з медичних питань.
У 1874 році він закінчив курс навчання на юридичному факультеті Санкт-Петербурзького університету, отримавши золоту медаль за твір з державного права.
У 1876 році став викладачем енциклопедії права в Олександрівському ліцеї, а з 1878 року і в Санкт-Петербурзькому університеті (став завідувати кафедрою державного права після смерті О. Д. Градовського). З 1879 року читав лекції з державного права іноземних держав та основам міжнародного права у військово-юридичній академії.
У 1893 році він захистив у Юр'ївському (Дерптському) університеті дисертацію на ступінь магістра державного і міжнародного права, а наступного року — на ступінь доктора в Санкт-Петербурзькому університеті, де потім став ординарним професором державного права.
У 1893 році М. М. Коркунов був також призначений членом комісії для кодифікації основних законів Фінляндії.
Микола Михайлович Коркунов не дожив до першої російської революції та установи російського парламенту, помер 27 листопада (10 грудня) 1904 року.

## Соціологічні концепції права і держави
Для М. М. Коркунова характерний соціологічний підхід до вивчення проблем держави і права.
Його правові ідеї ґрунтувалися на закономірностях розвитку суспільних явищ. Тому він критикував панівну тоді школу природного права, що висувала у праві на перший план момент волі і вимагає суворого розмежування догматичного правознавства від соціології та історії. У працях М. М. Коркунова історико-соціологічний елемент відігравав значну роль, він не визнавав тодішніх німецьких авторитетів у правовій науці і уважно ставиться до специфічних явищ російського юридичного та політичного побуту, тим самим часто йдучи врозріз із загальноприйнятими навчаннями.
Право, за визначенням М. М. Коркунова, є не просто захист інтересів, але й розмежування їх. Розмежування інтересів, яке становить зміст правових норм, вчиняється у двоякій формі:
1.Шляхом поділення об'єкта користування в часткове, індивідуальне володіння;
2.Шляхом пристосування його до спільного користування багатьох.
Цим він обумовлював відмінність приватного та публічного права.
У безпосередньому зв'язку з цим поглядом, що усуває з поняття права елемент волі, варто вчення Коркунова про юридичну природу держави та державної влади, намічене вже в першому виданні «Лекций» і що склалося в закінчену систему в монографії «Указ и закон» 1894 року.
М. М. Коркунов відкинув звичайне розуміння влади, як єдиної волі, пануючої над підданими держави. На його думку, ця так звана «волунтарна теорії влади», успадкована правовою наукою від середньовічної схоластики і абсолютно чужа найбільшим мислителям античності мала бути визнана неспроможною. У його концепції владарювання передбачало свідомість не з активного боку, не з боку пануючого, а з пасивного, з боку підвладного. Державна влада — не воля, а сила, що випливає з усвідомлення людьми їх залежності від держави як суспільного союзу, в якому примусово встановлюється мирний порядок.
Ставлячи в основу соціуму спільність інтересів суб'єктів і пов'язуючи його специфіку зі здатністю освіти ідеалів, М. М. Коркунов концентрував увагу в першу чергу на духовних чинниках суспільного життя і суб'єктивістських мотивах.
Свою точку зору на державну владу в філософії права Коркунов позначав як «суб'єктивний реалізм», протиставляючи її з одного боку «наївному» об'єктивному реалізму, ототожнювалася владу з особистою волею володаря, з іншого боку — метафізичного об'єктивного ідеалізму, що визнає владу волею держави, як особливого суб'єкта, відмінного від складових його особистостей. З точки зору суб'єктивного реалізму, держава — не обличчя, а юридичне відношення, в якому суб'єктами права є всі учасники державного спілкування, починаючи з монарха і закінчуючи останнім підданим, а об'єктом служить сама державна влада, як предмет користування і розпорядження.
З таким баченням влади тісно пов'язаний і погляд автора на теорію поділу влади. Визнання держави як відношення багатьох осіб усунуло заперечення, яке німецькі юристи використовували проти теорії Монтеск'є — вказівка на несумісність її з єдністю державної волі.
Зведенням принципу поділу влади до більш загального початку спільного владарювання, на думку Коркунова, пояснювало визнання за урядом самостійного права видавати загальні юридичні правила в адміністративному порядку. Встановлення юридичних норм у двоякій формі — законів і підзаконних урядових розпоряджень (указів) — служить лише одним із проявів спільності владарювання. Взаємне стримування державних органів виражається тут у тому, що укази мають юридичну силу тільки за умови непротиріччя законам. Причому, істинна гарантія такого співвідношення між указами і законами лежить не в існуванні народного представництва і не у відповідальності міністрів, а в праві суду перевіряти юридичну силу указів.
Тобто він вказував, що інститути народного представництва і відповідальності уряду перед парламентом є другорядними, а головною гарантією законності повинен бути незалежний суд, що має право перевіряти на відповідність законам всіх підзаконних актів уряду.
Тому М. М. Коркунов обґрунтував, що поділ законодавчої функції і виконавчої можливо і в абсолютній монархії. Тим самим він висловлював ідеї правової держави і прагнув застосувати цю ідею до російських умов самодержавства.
На думку Коркунова, для того, щоб видавалися справедливі закони, щоб суди були здатні вирішувати протиріччя між указами і законами, щоб суди могли скасовувати незаконні розпорядження і охоронялися цивільні права (недоторканність власності, право громадян на подачу петицій) в Росії не потрібно наділяти підданих політичними правами і створювати представницький орган, що обмежує владу самодержця. У Росії повинна бути монархія, яка «зосереджує у своїх руках всю повноту верховної влади безроздільно, але здійснює її правомірно».

### Список творів
- Лекции по энциклопедии права, читанные проф. СПБ. университета Н. М. Коркуновим у 1879/80 акад. году. — СПб.: лит. Пазовського, [1880] — 232 с.

- О научном изучении права. — СПб., 1882

- Лекции по общей теории права. — 8-е изд. — СПб.: Изд. Юр. Кн. Маг. Н. К. Мартынова, 1908. — 354, Х с.

- Международное право: Лекции, читанные в Военно-юридической академии. — СПб.: Издание Лейтенанта Шидловского, 1886. — 344 с.

- Лекции в Императорском Александровском Лицее. Общественное значение права. — СПб.: Типография Р. Голике, 1892. — 20 с.

- Сравнительный очерк государственного права иностранных держав. Часть первая, Государство и его элементы. — СПб.: Типография М. М. Стасюлевича, 1890. — 163 с

- Русское государственное право. — 6-е изд. — СПб.: Тип. М. М. Стасюлевича, 1909. (выдержало восемь изданий)
- Том I. Введение и общая часть. — VI, 623 с
- Том II. Часть особенная. — IX, 739 с.

- Указ и закон: Исследование. — СПб.: Типография М. М. Стасюлевича, 1894. — 408 с. (Докторская диссертация)

- История философии права: Пособие к лекциям. — 6-е изд. — СПб.: Тип. М. М. Стасюлевича, 1915. — VI, 502 с.

- Пропорциональные выборы. — 1-е изд. — СПб.: Тип. М. М. Стасюлевича, 1896. — 95 с.

Також статті М. М. Коркунова з окремих юридичних питань друкувалися в «Юридической Летописи», «Журнале Гражданского и Уголовного права», «Журнале Министерства Юстиции», «Журнале Министерства Народного Просвещения». Ці статті були видані в 1898 році в спеціальному «Сборнике статей 1877–1897 годов», з додатком повного бібліографічного вказівника його робіт.